# Pseudohydromys
Genre
Répartition géographique
Pseudohydromys est un genre de rongeurs de la sous-famille des Murinés qui vivent en Nouvelle-Guinée.

## Liste des espèces
Selon Mammal Species of the World (version 3, 2005)  (16 juin 2016) :
- Pseudohydromys ellermani Laurie & Hill, 1954
- Pseudohydromys fuscus Laurie, 1952
- Pseudohydromys murinus Rümmler, 1934
- Pseudohydromys occidentalis Tate, 1951

Selon ITIS (16 juin 2016) :
- Pseudohydromys berniceae Helgen and L. Helgen, 2009
- Pseudohydromys carlae Helgen and L. Helgen, 2009
- Pseudohydromys eleanorae Helgen and L. Helgen, 2009
- Pseudohydromys ellermani Laurie & Hill, 1954
- Pseudohydromys fuscus Laurie, 1952
- Pseudohydromys germani (Helgen, 2005)
- Pseudohydromys murinus Rümmler, 1934
- Pseudohydromys musseri (Flannery, 1989)
- Pseudohydromys occidentalis Tate, 1951
- Pseudohydromys patriciae Helgen and L. Helgen, 2009
- Pseudohydromys pumehanae Helgen and L. Helgen, 2009
- Pseudohydromys sandrae Helgen and L. Helgen, 2009